# Batalla de Jinyang
La Batalla de Jinyang (Chino: 晉陽 之 戰) fue combatida entre las familias de la élite del Estado de Jin, la casa de Zhao y la casa de Zhi (智), en el período de Primaveras y Otoños. Las otras casas de Wei y de Han primero participaron en la batalla en alianza con el Zhi, pero más tarde desertarón aliandose con los Zhao para aniquilar la casa de Zhi. Su resultado fue un catalizador para la Tripartición de Jin en 434 a. C., la formación de los tres estados de Zhao, Wei y Han, y el comienzo de la época de los Reinos Combatientes. Es la primera batalla descrita en el compendio de la historia Zizhi Tongjian, de la dinastía Song.

## Antecedentes
En 490 a. C., después de la destrucción de las casas de Fan (范) y Zhonghang (中行), el control del Estado de Jin, entonces el estado más grande de China, fue disputado por cuatro familias: Zhi, Wei, Zhao y Han. Con múltiples victorias militares bajo, Zhi Yao (o Zhi Bo Yao 智伯 瑤) de la casa de Zhi ejerció la mayor influencia en la corte de Jin - todas las decisiones del estado tuvieron que pasar a través de él. El duque reinante de Jin, duque Ai , era impotente para contenerlo. Así que Zhi Yao, en su orgullo, comenzó a reclamar tierras de las otras tres casas. Las casas de Wei y Han se conformaron a regañadientes para evitar la ira de Zhi, pero Zhao Xiangzi (趙襄子) se negó a ceder los territorios de Lin (藺) y Gaolang (皋 狼), ambos en el moderno Lishi. Zhi, en retribución, formó una alianza secreta con las casas de Wei y Han para atacar a Zhao.
Zhao Xiangzi sospechó un ataque de Zhi, ya que se había enterado de que Zhi envió emisarios a Han y Wei tres veces, pero nunca a Zhao. Después de rechazar sugerencias para trasladarse a Zhangzi o Handan por preocupación por la gente de allí, Zhao Xiangzi preguntó a su ministro Zhang Mengtan (張孟 談) donde él podría preparar su defensa, y Zhang Mengtan sugirió Jinyang porque Jinyang había estado bien gobernado por generaciones. Zhao estuvo de acuerdo, y convocó a Yanling Sheng (延陵 生) para conducir los carros del ejército y la caballería por delante a Jinyang, Zhao mismo los seguiría más tarde. Una vez en Jinyang, Zhao Xiangzi, siguiendo las sugerencias de Zhang Mengtan, emitió órdenes para llenar los graneros y los tesoros, reparar las paredes, hacer flechas y fundir pilares de cobre. En virtud del gobierno pasado, los tesoros, los graneros, y los arsenales fueron llenados en el plazo de tres días, y las paredes reparadas dentro de cinco.

## Batalla
Cuando los tres ejércitos de Zhi, Wei y Han llegaron a Jinyang en el 455 a. C., sitiaron la ciudad, pero durante tres meses no pudieron tomar la ciudad. Luego se dispersaron y rodearon la ciudad, y un año después desviaron el cauce del río Fen para inundar la ciudad. Todos los edificios menores de tres pisos de altura estaban sumergidos, y la gente de Jinyang estaban obligados a vivir en gueridas elevadas por encima del agua y colgar sus calderos en los  andamios para cocinar.
Al tercer año, los suministros se habían agotado para Zhao, las enfermedades estallaron, y la población se redujo a comer los hijos del otro. Aunque la gente común permaneció firme en la defensa, la lealtad de los ministros de la corte comenzó a vacilar. Zhao Xiangzi le preguntó a Zhang Mengtan: "Nuestras provisiones han desaparecido, nuestra fuerza y recursos están agotados, los funcionarios mueren de hambre y están enfermos, y temo que no podamos aguantar más, voy a entregar la ciudad, pero a cuál de los tres estados deberían entregarme?" Zhang Mengtan, muy alarmado, persuadió a Zhao a no rendirse, sino que lo envió a negociar con las casas de Wei y Han.
Las casas de Wei y Han se les prometió una división uniforme de los territorios de Zhao cuando la batalla fuera ganada, pero los líderes de Wei y de Han estaban intranquilos, puesto que entendieron que pronto iban a seguir si Zhao caía ante Zhi. El ministro de Zhi Yao, Xi Ci (郤 疵), advirtió a Zhi que las dos casas iban a rebelarse, ya que "los hombres y los caballos [de Jinyang] se comian entre sí y la ciudad está a punto de caer, sin embargo, los señores de Han y Wei no muestran signos de gozo, sino que están preocupados. Si éstos no son signos rebeldes, ¿qué son?" Zhi no le prestó atención a Xi Ci, y en cambio le dijo a los señores de Han y Wei de la sospecha de Xi. Xi, sabiendo que su advertencia cayó en oídos sordos, se fue del campo de batalla para ir al Estado de Qi como un enviado.
De hecho, cuando Zhang Mengtan se reunió secretamente con Wei Huan-zi y Han Kangzi (韓康子), confesaron que planeaban secretamente un motín contra Zhi. Los tres discutieron sus planes y acordaron una fecha para ejecutar los planes. Zhang Mengtan volvió a Jinyang para informarle a Zhao Xiangzi, y Zhao con alegría y aprensión, se inclinó a Zhang varias veces como un signo de gran reverencia.
Uno de los clanes de Zhi Yao, Zhi Guo (智 過), acudió a ver a los líderes de Wei y Han después de la reunión secreta, y advirtió a Zhi Yao de la posibilidad de que se rebelaran. Zhi eligió de nuevo poner su confianza en sus dos aliados, diciendo: "Desde que he sido tan bueno para ellos, seguramente no me atacarán ni me engañarán. Nuestras tropas han atacado Jinyang durante tres años. Ahora que la ciudad está lista para caer en cualquier momento y estamos a punto de disfrutar del botín, ¿qué razón tendrían para cambiar de opinión?.  Zhi le dijo a Wei y Han lo que Zhi Guo dijo, y los dos aprendieron a ser cautelosos cuando vieron a Zhi Guo al día siguiente. Zhi Guo, viendo el cambio en su apariencia, insistió en Zhi Yao que los dos debían ser ejecutados. Zhi Yao no quería oírlo, y Zhi Guo sugirió otro plan para comprar su amistad: Para sobornar a los influyentes ministros Zhao Jia (趙 葭) de Wei y Duan Gui (段 規) de Han con el enfeudamento de las tierras Zhao. Zhi Yao rechazó la propuesta porque las tierras de Zhao iban a dividirse en tres, y no quería recibir menos de un tercio del posible botín. Al ver que Zhi Yao no escuchaba, Zhi Guo lo dejó y cambió su apellido por Fu (輔) como precaución.
Al oír esto, Zhang Mengtan instó a Zhao Xiangzi a tomar medidas inmediatamente, para que Zhi Yao no cambie de opinión. Zhao despachó a Zhang Mengtan a los campos de Wei y Han, alertándoles de la hora del ataque final. En la noche del 8 de mayo de 453 a. C., las tropas de Zhao mataron a los hombres que guardaban las presas del río Fen y dejaron que el río inundara a los ejércitos Zhi. Cuando los ejércitos Zhi cayeron en el caos tratando de detener el agua, los ejércitos Wei y Han atacaron a Zhi por los lados y Zhao condujo a sus soldados en un ataque frontal. Juntos infligieron una severa derrota al ejército de Zhi Yao y lo tomaron prisionero.
Zhao Xiangzi tenía un rencor en Zhi Yao, porque Zhi lo había humillado a menudo en el pasado, así él ejecutó Zhi e hizo de su cráneo una copa de vino. Nadie en la casa de Zhi se salvó excepto por la familia de Zhi Guo, que ya había cambiado sus apellidos y huido. Los territorios de Zhi se repartieron uniformemente entre los tres vencedores.

## Consecuencias
Con la eliminación de la casa de Zhi, el control del estado de Jin cayó a las tres familias restantes, sus poderes no tenían control por nadie en el estado. En 434 a. C., después de la muerte del duque Ai, las tres familias anexaron todas las tierras de Jin, dejando solamente las capitales de Jiang y Quwo para el siguiente duque de Jin. En el año 403 a. C., los señores Wei, Zhao y Han se dirigieron al Rey Weilie de Zhou en Luoyang y se hicieron marqueses por derecho propio, estableciendo los tres estados de Zhao, Wei y Han, iniciando el período de los Reinos Combatientes según la definición de Sima Guang. La mayoría de los historiadores, al referirse a esos tres estados, los llaman los "Tres Jins" (三晉). El Estado de Jin siguió existiendo con un pequeño pedazo de territorio hasta el 376 a. C. cuando el resto del territorio fue dividido en tres.
El pensador legalista Han Feizi del período de finales de los Reinos Combatientes usó esta batalla como un ejemplo de fracaso a través de la avaricia y la perversidad, una de las "Diez Fallas" que un gobernante no debería tener. Razonó que debido a que Zhi Yao era demasiado aficionado al lucro, se abrió a la destrucción del estado y su propia muerte.
El estadista de la dinastía Song, Sima Guang, en su Zizhi Tongjian, atribuye el fracaso de Zhi Yao a su falta de virtudes en comparación con sus talentos, y por lo tanto indujo al desastre.